# Gruppo Sportivo Porto Robur Costa 2020-2021
Questa voce raccoglie le informazioni riguardanti il Gruppo Sportivo Porto Robur Costa nelle competizioni ufficiali della stagione 2020-2021.

## Stagione
Nella stagione 2020-21 il Gruppo Sportivo Porto Robur Costa assume la denominazione sponsorizzata di Consar Ravenna.
Partecipa per l'ottava volta alla Superlega; chiude la regular season di campionato al decimo posto in classifica, qualificandosi per i play-off scudetto: arriva fino al turno preliminare, sconfitta dalla Modena; accede ai play-off per il 5º posto, non passando alla fase finale a seguito del quinto posto nel girone.
È eliminata dalla Coppa Italia nei quarti di finale a seguito della gara persa contro la Sir Safety Perugia.

## Organigramma societario
Area direttiva
- Presidente: Daniela Giovanetti
- Vicepresidente: Antonio Venturini
- Team manager: Mattia Castellucci
- Responsabile abbigliamento sportivo: Corrado Scozzoli
- Segreteria: Tamara Pantaleone
- Direttore sportivo: Marco Bonitta

Area tecnica
- Allenatore: Marco Bonitta
- Allenatore in seconda: Matteo Bologna
- Assistente allenatore: Antonio Valentini
- Scout man: Patrick Bandini
- Responsabile settore giovanile: Roberto Costa
- Direttore tecnico settore giovanile: Marco Bonitta, Pietro Mazzi

Area comunicazione
- Responsabile comunicazione: Maria Teresa Arfelli
- Addetto stampa: Massimo Montanari
- Responsabile eventi: Maria Teresa Arfelli

Area marketing
- Ufficio marketing: Tamara Pantaleone

Area sanitaria
- Responsabile staff medico: Alessandro Nobili
- Preparatore atletico: Simone Ade
- Fisioterapista: Stefano Bandini
- Radiologo: Ivan Nanni

## Rosa
| N° | Nome              | Ruolo | Data di nascita  | Nazionalità sportiva |
| -- | ----------------- | ----- | ---------------- | -------------------- |
| 1  | Stefano Mengozzi  | C     | 6 maggio 1985    | Italia               |
| 2  | Ludovico Giuliani | L     | 4 maggio 1998    | Italia               |
| 4  | Eric Loeppky      | S     | 1º agosto 1998   | Canada               |
| 5  | Rafael Redwitz    | P     | 12 agosto 1980   | Brasile              |
| 6  | Matteo Pirazzoli  | S     | 26 ottobre 2000  | Italia               |
| 7  | Tommaso Stefani   | O     | 4 maggio 2001    | Italia               |
| 8  | Martins Arasomwan | C     | 1º gennaio 1995  | Italia               |
| 9  | Francesco Recine  | S     | 7 febbraio 1999  | Italia               |
| 10 | Paolo Zonca       | S     | 13 maggio 1997   | Italia               |
| 11 | Aleks Grozdanov   | C     | 28 marzo 1998    | Bulgaria             |
| 12 | Aleksa Batak      | P     | 18 gennaio 2000  | Serbia               |
| 13 | Jani Kovačič      | L     | 14 giugno 1992   | Slovenia             |
| 14 | Giulio Pinali     | O     | 2 aprile 1997    | Italia               |
| 17 | Brandon Koppers   | S     | 9 settembre 1995 | Canada               |

## Mercato
| Acquisti | Acquisti          | Acquisti          | Acquisti   |
| R.       | Nome              | da                | Modalità   |
| -------- | ----------------- | ----------------- | ---------- |
| C        | Martins Arasomwan | Mondovì           | definitivo |
| L        | Ludovico Giuliani | Corigliano Volley | definitivo |
| S        | Brandon Koppers   | Tourcoing         | definitivo |
| S        | Eric Loeppky      | Trinity Western   | definitivo |
| C        | Stefano Mengozzi  | Callipo           | definitivo |
| O        | Giulio Pinali     | Modena            | definitivo |
| S        | Matteo Pirazzoli  | Team Volley       | definitivo |
| P        | Rafael Redwitz    | Narbonne          | definitivo |
| S        | Paolo Zonca       | Nantes            | definitivo |

| Cessioni | Cessioni             | Cessioni           | Cessioni   |
| R.       | Nome                 | a                  | Modalità   |
| -------- | -------------------- | ------------------ | ---------- |
| C        | Roamy Alonso         | Chaumont           | definitivo |
| C        | Matteo Bortolozzo    | Prata              | definitivo |
| S        | Oreste Cavuto        | Top Volley Latina  | definitivo |
| C        | Lorenzo Cortesia     | Trentino           | definitivo |
| S        | Daniele Lavia        | Modena             | definitivo |
| S        | Eric Loeppky         | -                  | svincolato |
| P        | Davide Saitta        | Callipo            | definitivo |
| S        | Thijs ter Horst      | Sir Safety Perugia | definitivo |
| O        | Sharone Vernon-Evans | Sir Safety Perugia | definitivo |

## Risultati

### Superlega

#### Girone di andata
| 1ª giornata - 27 settembre 2020 PalaDeAndré, Ravenna           | Porto Robur Costa  | 1 - 3 | You Energy        | 20-25, 25-20, 23-25, 19-25        |
| 2ª giornata - 4 ottobre 2020 PalaCivitanova, Civitanova Marche | Lube               | 3 - 2 | Porto Robur Costa | 23-25, 25-22, 25-14, 23-25, 15-9  |
| 3ª giornata - 8 ottobre 2020 PalaDeAndré, Ravenna              | Porto Robur Costa  | 1 - 3 | Modena            | 26-24, 22-25, 20-25, 19-25        |
| 4ª giornata - 11 ottobre 2020 PalaDeAndré, Ravenna             | Porto Robur Costa  | 3 - 0 | Top Volley Latina | 25-22, 25-21, 25-21               |
| 5ª giornata - 14 ottobre 2020 Palalido, Milano                 | Powervolley Milano | 3 - 2 | Porto Robur Costa | 25-22, 30-32, 24-26, 25-22, 15-12 |
| 6ª giornata - 18 ottobre 2020 PalaDeAndré, Ravenna             | Porto Robur Costa  | 2 - 3 | Callipo           | 25-23, 23-25, 21-25, 25-19, 15-17 |
| 7ª giornata - 25 ottobre 2020 PalaEvangelisti, Perugia         | Sir Safety Perugia | 3 - 0 | Porto Robur Costa | 25-18, 25-20, 26-24               |
| 8ª giornata - 9 dicembre 2020 PalaDeAndré, Ravenna             | Porto Robur Costa  | 0 - 3 | NBV               | 19-25, 20-25, 33-35               |
| 9ª giornata - 7 gennaio 2020 Palazzetto dello Sport, Monza     | Milano             | 3 - 1 | Porto Robur Costa | 25-20, 25-16, 22-25, 25-22        |
| 10ª giornata - 17 dicembre 2020 PalaSanLazzaro, Padova         | Padova             | 1 - 3 | Porto Robur Costa | 24-26, 25-27, 25-22, 22-25        |
| 11ª giornata - 30 dicembre 2020 PalaDeAndré, Ravenna           | Porto Robur Costa  | 1 - 3 | Trentino          | 20-25, 25-18, 13-25, 19-25        |

#### Girone di ritorno
| 12ª giornata - 28 novembre 2020 PalaBanca, Piacenza                        | You Energy        | 3 - 1 | Porto Robur Costa  | 19-25, 25-21, 25-21, 25-22       |
| 13ª giornata - 5 dicembre 2020 PalaDeAndré, Ravenna                        | Porto Robur Costa | 2 - 3 | Lube               | 25-21, 25-23, 21-25, 20-25, 8-15 |
| 14ª giornata - 12 dicembre 2020 PalaPanini, Modena                         | Modena            | 3 - 0 | Porto Robur Costa  | 25-21, 25-15, 25-12              |
| 15ª giornata - 20 dicembre 2020 Palazzetto dello Sport, Cisterna di Latina | Top Volley Latina | 1 - 3 | Porto Robur Costa  | 22-25, 24-26, 25-23, 19-25       |
| 16ª giornata - 10 febbraio 2020 PalaDeAndré, Ravenna                       | Porto Robur Costa | 1 - 3 | Powervolley Milano | 14-25, 22-25, 25-21, 18-25       |
| 17ª giornata - 3 gennaio 2021 PalaMaiata, Vibo Valentia                    | Callipo           | 3 - 0 | Porto Robur Costa  | 25-21, 25-21, 25-22              |
| 18ª giornata - 10 gennaio 2021 PalaDeAndré, Ravenna                        | Porto Robur Costa | 0 - 3 | Sir Safety Perugia | 21-25, 21-25, 22-25              |
| 19ª giornata - 17 gennaio 2021 PalaOlimpia, Verona                         | NBV               | 0 - 3 | Porto Robur Costa  | 23-25, 23-25, 22-25              |
| 20ª giornata - 24 gennaio 2021 PalaDeAndré, Ravenna                        | Porto Robur Costa | 1 - 3 | Milano             | 25-22, 21-25, 15-25, 15-25       |
| 21ª giornata - 3 febbraio 2021 PalaDeAndré, Ravenna                        | Porto Robur Costa | 3 - 1 | Padova             | 27-25, 25-17, 19-25, 25-22       |
| 22ª giornata - 6 febbraio 2021 PalaTrento, Trento                          | Trentino          | 3 - 1 | Porto Robur Costa  | 25-19, 23-25, 25-23, 25-19       |

#### Play-off scudetto
| Turno preliminare (gara 1) - 20 febbraio 2021 PalaPanini, Modena   | Modena            | 3 - 0 | Porto Robur Costa | 31-29, 25-21, 25-21 |
| Turno preliminare (gara 2) - 27 febbraio 2021 PalaDeAndré, Ravenna | Porto Robur Costa | 0 - 3 | Modena            | 22-25, 22-25, 25-27 |

#### Play-off 5º posto
| 1ª giornata - 28 marzo 2020 PalaPanini, Modena     | Modena             | 2 - 3 | Porto Robur Costa | 23-25, 25-23, 25-14, 20-25, 17-19 |
| 2ª giornata - 31 marzo 2020 Carisport, Cesena      | Porto Robur Costa  | 3 - 1 | Padova            | 25-19, 21-25, 25-23, 25-17        |
| 3ª giornata - 4 aprile 2020 PalaOlimpia, Verona    | NBV                | 3 - 2 | Porto Robur Costa | 20-25, 25-23, 22-25, 25-21        |
| 4ª giornata - 8 aprile 2020 Carisport, Cesena      | Porto Robur Costa  | 2 - 3 | Top Volley Latina | 23-25, 25-23, 25-23, 28-30, 16-18 |
| 5ª giornata - 12 aprile 2020 Centro Pavesi, Milano | Powervolley Milano | 3 - 0 | Porto Robur Costa | 25-19, 25-23, 25-18               |
| 6ª giornata - 14 aprile 2020 Carisport, Cesena     | Porto Robur Costa  | 3 - 0 | Callipo           | 25-23, 25-22, 25-18               |
| 7ª giornata - 18 aprile 2020 PalaBanca, Piacenza   | You Energy         | 3 - 1 | Porto Robur Costa | 27-29, 25-19, 25-20, 26-24        |

### Coppa Italia

#### Fase a gironi
| 1ª giornata - 13 settembre 2020 PalaDeAndré, Ravenna                       | Porto Robur Costa | 2 - 3 | Padova            | 19-25, 25-21, 25-23, 32-34, 7-15 |
| 2ª giornata - 20 settembre 2020 Palazzetto dello Sport, Cisterna di Latina | Top Volley Latina | 0 - 3 | Porto Robur Costa | 16-25, 23-25, 20-25              |
| 3ª giornata - 23 settembre 2020 PalaDeAndré, Ravenna                       | Porto Robur Costa | 3 - 0 | You Energy        | 25-23, 25-18, 25-18              |

#### Fase a eliminazione diretta
| Quarti di finale - 27 gennaio 2021 PalaEvangelisti, Perugia | Sir Safety Perugia | 3 - 1 | Porto Robur Costa | 25-27, 26-24, 26-24, 25-21 |

## Statistiche

### Statistiche di squadra
| Competizione | Punti | In casa | In casa | In casa | In trasferta | In trasferta | In trasferta | Totale | Totale | Totale |
| Competizione | Punti | G       | V       | P       | G            | V            | P            | G      | V      | P      |
| ------------ | ----- | ------- | ------- | ------- | ------------ | ------------ | ------------ | ------ | ------ | ------ |
| Superlega    | 19/10 | 15      | 4       | 11      | 16           | 4            | 12           | 31     | 8      | 23     |
| Coppa Italia | 7     | 2       | 1       | 1       | 2            | 1            | 1            | 4      | 2      | 2      |
| Totale       | -     | 17      | 5       | 12      | 18           | 5            | 13           | 35     | 10     | 25     |

G = partite giocate; V = partite vinte; P = partite perse

### Statistiche dei giocatori
| Giocatore    | Superlega | Superlega | Superlega | Superlega | Superlega | Coppa Italia | Coppa Italia | Coppa Italia | Coppa Italia | Coppa Italia | Totale | Totale | Totale | Totale | Totale |
| Giocatore    | P         | PT        | AV        | MV        | BV        | P            | PT           | AV           | MV           | BV           | P      | PT     | AV     | MV     | BV     |
| ------------ | --------- | --------- | --------- | --------- | --------- | ------------ | ------------ | ------------ | ------------ | ------------ | ------ | ------ | ------ | ------ | ------ |
| M. Arasomwan | 20        | 62        | 48        | 11        | 3         | 2            | 4            | 2            | 2            | 0            | 22     | 66     | 50     | 13     | 3      |
| A. Batak     | 30        | 32        | 18        | 7         | 7         | 4            | 0            | 0            | 0            | 0            | 34     | 32     | 18     | 7      | 7      |
| L. Giuliani  | 14        | 0         | 0         | 0         | 0         | 2            | 0            | 0            | 0            | 0            | 16     | 0      | 0      | 0      | 0      |
| A. Grozdanov | 26        | 222       | 150       | 65        | 7         | 4            | 26           | 15           | 9            | 2            | 30     | 248    | 165    | 74     | 9      |
| B. Koppers   | 25        | 90        | 81        | 5         | 4         | 4            | 2            | 2            | 0            | 0            | 29     | 92     | 83     | 5      | 4      |
| J. Kovačič   | 25        | 0         | 0         | 0         | 0         | 4            | 0            | 0            | 0            | 0            | 29     | 0      | 0      | 0      | 0      |
| E. Loeppky   | 24        | 298       | 266       | 16        | 16        | 4            | 34           | 31           | 1            | 2            | 28     | 332    | 297    | 17     | 18     |
| S. Mengozzi  | 28        | 201       | 140       | 61        | 0         | 4            | 29           | 18           | 11           | 0            | 32     | 230    | 158    | 72     | 0      |
| G. Pinali    | 28        | 378       | 304       | 35        | 39        | 40           | 60           | 48           | 4            | 8            | 32     | 438    | 352    | 39     | 47     |
| M. Pirazzoli | 7         | 0         | 0         | 0         | 0         | 1            | 0            | 0            | 0            | 0            | 8      | 0      | 0      | 0      | 0      |
| F. Recine    | 26        | 329       | 287       | 34        | 8         | 4            | 57           | 50           | 3            | 4            | 30     | 386    | 337    | 37     | 12     |
| R. Redwitz   | 28        | 26        | 16        | 2         | 8         | 4            | 9            | 5            | 0            | 4            | 32     | 35     | 21     | 2      | 12     |
| T. Stefani   | 18        | 61        | 50        | 9         | 2         | 1            | 0            | 0            | 0            | 0            | 19     | 61     | 50     | 9      | 2      |
| P. Zonca     | 29        | 138       | 107       | 13        | 18        | 4            | 8            | 5            | 3            | 0            | 33     | 146    | 112    | 16     | 18     |

P = presenze; PT = punti totali; AV = attacchi vincenti; MV = muri vincenti; BV = battute vincenti